# Tatayet Show
Tatayet Show était une émission de télévision de variétés produite par Pierre Dupont du centre RTBF de Charleroi, enregistrée au centre culturel de Sambreville et présentée par Bernard Faure, et diffusée le dimanche soir sur RTBF1 de 1986 à 1992.

## Principe de l'émission
Cette émission populaire comprenait la diffusion de sketches, l’animation d’une marionnette appelée Tatayet et des caméras cachées pour un large public. 